# Langbank
Langbank é uma localidade situada no concelho de Renfrewshire, na Escócia (Reino Unido), com uma população estimada em meados de 2016 de 890 habitantes.
Encontra-se localizada no centro-oeste da Escócia, cerca do fiordo de Clyde e a pouca distância ao oeste de Glasgow.